# Incidente ferroviario di Nocera Inferiore
L'incidente ferroviario di Nocera Inferiore accadde il 27 novembre 1942 sulla ferrovia Napoli-Salerno nei pressi della stazione di Nocera Inferiore.

## Dinamica
L'incidente fu causato dall'urto tra il treno merci TM-1692 e la tradotta militare ML-3410. Le carrozze si accavallarono portando alla morte di 28 militari. È imprecisato il numero di feriti.
La stampa dell'epoca, considerato lo stato di guerra in cui versava il Paese, censurò prevalentemente la notizia.